# Киричко Петро Іванович
Петро́ Іва́нович Киричко́ (30 травня 1897, село Вовчик — † 16 липня 1976, село Вовчик, Лубенського району, Полтавської області) — український артист-маляр, член професійної Спілки працівників мистецтв (Рабис), білет № 24119 (1926), член Асоціації художників Червоної України (АХЧУ) (1929), член Спілки московських художників «Всекохудожник» (1932) " — Всеросійського союзу кооперативних товариств робітників образотворчого мистецтва.

## Біографічні дані
Свій мистецький шлях Петро Іванович Киричко розпочав при військово-художніх студіях міст Ромни та Полтава (1920—1924, викладачі О.М. 
Михайловський, Б.О. Комаров). З 1924 по 1925 роки займався культурно-освітньою роботою на селі. Продовжив навчання в Одеському художньому інституті (1925 — 1930, проф. Д. К. Крайнєв, П. Г. Волокидін), факультет станкового живопису. Ще у студентські роки займав громадську посаду секретаря місцевої філії АХЧУ.
По закінченні інституту працював на Донбасі та Запоріжжі, де у 1930 році організував місцеву філію АХЧУ. Водночас був педагогом на художньому робітничому факультеті Харківського інституту при Народному комісаріаті просвіти. Працював художником-декоратором у запорізькому театрі імені М. Заньковецької.
З 1932 по 1943 роки мешкав та працював у Москві, де був членом Спілки московських художників «Всекохудожник». Брав участь у художньому оформленні Московської сільськогосподарської академії їм. К. А. Тімірязєва, Савелівського (Бутирського) вокзалу, приміщень Народного комісаріату просвіти РРФСР.
У 1935 році прийнятий на роботу художником художньо-декораційних майстерень Державного Академічного Великого театру СРСР.
У 1943 році повернувся у рідне село. Працював художником — оформлювачем, малював портрети односельців, Героїв Радянського Союзу (на замовлення Лубенського КМ), натюрморти й місцеві краєвиди олійними фарбами, пастеллю та кольоровими олівцями. Свої твори Петро Іванович Киричко експонував на виставках у Ромні (1920), Одесі (1926 та 1929). Учасник 2-ї та 4-ї всеукраїнських художніх виставок Народного комісаріату просвіти УРСР (1929 та 1931), учасник 2-ї пересувної художньої виставки АХЧУ «Культпохід на Донбас» (1930), Лубнах (1957). Персональна виставка робіт П. І. Киричко відбулася у Лубнах у середині 50-х років. Незначна частина творів П. І. Киричко зберігається у Вовчицькому краєзнавчому музеї ім. І. І. Саєнка.
Серед учнів Петра Івановича  Заслужений художник України Новобранець Іван Якович.

## Художня творчість
Автор картин:
- «Портрет командира роти Якубовича» (1920)
- «Портрет актриси Гамалій» (1920)
- «Одеський порт» (1924)
- «Дубовий парк у Веселому Подолі» (1926)
- «Портрет більшовика В. Яременка» (1926)
- «Літній ранок» (1927)
- «На пляжі» (1930)
- «Маніфестація 1-го травня» (1930)
- «Дніпрогес» (1932)
- «Комсомолка» (1933)
- «Портрет актора Петра Сергієнка» (1955)
- «Рибалки на Сулі» (1960)
- «Портрет Наталії Андрієвської» (1961)